# Moses Levy
Pour les articles homonymes, voir Moïse Lévy (homonymie) et Lévy.
Moses Levy (arabe : موزس ليفي), né le 3 février 1885 à Tunis et mort le 2 avril 1968 à Viareggio, est un peintre et graveur italo-britannique originaire de Tunisie. Il est l'un des pionniers du genre en Tunisie et l'un des précurseurs du courant de l'École de Tunis.

## Biographie

### Jeunesse
Né d'un père britannique originaire de Gibraltar, conseiller du bey de Tunis, et d'une mère italienne, Moses Levy a deux frères et une sœur. Il est élevé dans un milieu mêlant les cultures occidentale, arabe et israélite : 
« [Il est] né à une époque où la rencontre de plusieurs cultures a favorisé l'éclosion d'une vie artistique ainsi que l'adoption et la diffusion de la peinture, mode d'expression alors difficile à pratiquer dans une société traditionnelle confrontée à la modernité. »
À l'âge de dix ans, il part avec sa famille en Italie, plus exactement à Florence puis à Rigoli dans les environs de Pise. En 1908, après la mort brutale de son père à Rigoli, Levy et sa mère rentrent en Tunisie.

### Parcours artistique
Moses Levy reçoit dès son très jeune âge une formation artistique. En 1900, alors qu'il n'a que quinze ans, il fréquente l'Institut d'art de Lucques. Trois ans plus tard, il suit une formation à l'Académie des beaux-arts de Florence au sein de laquelle il suit les cours d'enseignants comme Lorenzo Fattori. Au cours de cette période, il se lie avec Lorenzo Viani, Virgilio Carlini ou Antonio Antony de Witt.
En 1905, il suit à Florence l'école du nu, technique qu'il perfectionne ensuite en suivant des cours à Paris. Admis en 1907 à la septième Biennale de Venise avec sept eaux-fortes, il reçoit un prix avec une œuvre intitulée La raccolta delle Olive. En 1911, il expose à la Chambre de commerce de Tunis puis à Rome en 1913, à l'occasion d'une exposition internationale d'art, avec six eaux-fortes. En 1914, il expose pour la deuxième fois à l'exposition della Seccione à Rome où, invité, il remporte le premier prix pour la gravure Contadino Toscano. Ces eaux-fortes sont très vite remarquées ; c'est à cette période qu'il commence à pratiquer la xylogravure et le monotype.
Après la Seconde Guerre mondiale, il fonde l'École de Tunis avec ses amis Pierre Boucherle, Jules Lellouche et Antonio Corpora ; celle-ci devient rapidement une référence de la peinture en Afrique du Nord. Son atelier de la rue de Provence, l'actuelle rue du 18-Janvier à Tunis, devient un lieu privilégié de rencontre de ses membres et ses fréquents voyages entre les deux rives de la mer Méditerranée lui servent d'inspiration pour emmagasiner des impressions et des couleurs.

### Résidences multiples
La Toscane et la Tunisie constituent les principaux pôles géographiques de sa vie même s'il a beaucoup voyagé : Maroc, Algérie, Andalousie où il séjourne avec sa famille pendant presque deux ans, Portugal, France où il a un atelier rue des Plantes, dans le 14e arrondissement de Paris et Nice où il envisage de se fixer en 1939 mais qu'il quitte précipitamment pour la Tunisie, Suède où il expose à Stockholm en 1947.
À partir de 1962, il réside à Viareggio, ville natale de sa femme Anna Malfatti qu'il avait épousée en 1920 et avec qui il a trois enfants. Il y meurt le 2 avril 1968 et se voit inhumé au cimetière juif de Pise.

## Œuvre
Moses Levy joue beaucoup dans son œuvre de la couleur, notamment le bleu du ciel et de la mer et les couleurs chaudes des murs abritant un intérieur que l'on devine frais, des costumes colorés de ses sujets africains, des plages, notamment celles de Viareggio, ou des silhouettes élégantes de femmes ou d'enfants. Cette peinture « bruyante et parfumée » se retrouve encore dans ces tableaux de foires ou de marchés.

Levy sait fixer le mouvement sans le figer, dépeindre les odeurs en les suggérant, témoigner sans voyeurisme mais avec une grande intimité de la mixité de plusieurs populations qui cohabitent, de la beauté et de la dignité des femmes. Il privilégie donc le mouvement aux natures mortes, peu nombreuses dans sa production : 
« Moses Levy a revêtu cet héritage millénaire du manteau italien du dandysme lyrique, l'assumant ainsi avec une élégance mélancolique rare et une mystérieuse grandeur [...] Scrutant le monde, grand dessinateur et graveur hors pair, il savait marier sur sa palette, sans joliesse et même avec une certaine âpreté rigoureuse, des tons rompus qui n'appartenaient qu'à lui. »

## Expositions
En 1975, le critique d'art italien Carlo Ludovico Ragghianti lui consacre une importante biographie. De nombreuses expositions lui rendent hommage, notamment au Palazzo Paolina de Viareggio en 1980, où 180 de ses œuvres sont exposées, et grâce à la ville de Seravezza qui organise une importante rétrospective en 2002.
En 1999, le musée des Offices de Florence expose 75 de ses œuvres durant quatre mois avec un catalogue édité par Leo S. Olschki.

## Principales œuvres
- Fiancée arabe
- Dame à l'ombrelle et au chien
- La Marsa
- Hara
- Plage de Viareggio
- Mareggiata
- La belle juive
- Danseuses orientales
- Hafsia
- Quartier arabe
- Mariage arabe
- Rue de Fez
- Maisons blanches de Tunisie